# Герасимчук Дар'я Михайлівна
Герасимчук Дар’я Михайлівна (нар. 25 грудня 1986) — українська громадська та політична діячка, Радниця - уповноважена Президента України з прав дитини та дитячої реабілітації з 15 червня 2021 року.

## Життєпис
Дар’я народилася у 25 грудня 1986 року у м. Київ. Освіту здобувала у Ржищівському гуманітарному коледжі, а далі в ДВНЗ «Переяслав-Хмельницький педагогічний університет ім.Г.Сковороди» за спеціалізацією викладач педагогічних дисциплін етики та естетики, світової літератури.
Після закінчення навчання протягом 9 років працювала в сільських школах. Відчувала, що потрібна саме цим дітям. Адже кожна дитина спроможна досягти будь-яких висот. Свій перший урок для дітей провела у 18 років.
У 2013 році Дар’ю Герасимчук було запрошено стати виконавчою директоркою громадської організації «Відчуй» . З того часу вона є її незмінним директором. ГО «Відчуй» опікується підтримкою дітей з порушенням слуху та їх родин, впроваджує різноформатні та різного масштабу (від внутрішньо-організаційних до загальнонаціональних) соціальні проєкти з акцентом на популяризації турботи про слух, спрямованих на розбудову інклюзивного суспільства, формування толерантного ставлення до дітей та дорослих з інвалідністю, їх соціалізації, захисту та реалізації прав таких людей та їх родин. Головна місія ГО «Відчуй»: соціалізація нечуючих людей, підняття питання проблем якості життя нечуючих людей в Україні, популяризація жестової мови як єдиного способу комунікації нечуючих людей, які не мають можливості слухопротезуватися.
У 2016 році Дар’я стала фасилітаторкою програми Active Citizens British Council.   Того ж року стала співзасновницею, методисткою та старшою тренеркою проєкту Inclusive Friendly . Дар’я є авторкою та викладачкою більше 10 власних тренінгових та навчальних курсів, зокрема щодо ефективних комунікацій, адвокації, діяльності ГО та управління їх діяльністю, фандрейзінгу та проєктного менеджменту, толерантного ставлення та етики спілкування з людьми з інвалідністю,  тощо. Навесні 2021 р. стала ініціатором, організатором та однією з героїнь онлайн марафону «Як не втратити себе, коли ти мама? », виступивши з темою: «Супергеройка звичайна».

##### Радниця-уповноважена Президента України
Радницею - уповноваженою Президента України з прав дитини та дитячої реабілітації Дар’я Герасимчук стала влітку 2021 року, коли Володимир Зеленський провів реформу інституту уповноважених Президента України, щоб «активізувати виконання державних гуманітарних програм, спрямованих на розвиток людини та прогрес суспільства».
«Головний мій пріоритет — це діти, їхнє щастя. Здорове суспільство можливе тоді, коли діти в ньому щасливі», — наголосила Дар’я в одному з перших своїх інтерв'ю  на новій посаді.
Основні напрямки роботи Дар’ї на посаді Радника - уповноваженого Президента України з прав дитини та дитячої реабілітації: 
- виявлення сімей, що опинилися у складних життєвих обставинах, та допомога їм;
- поширення опікунства та усиновлення;
- якісна реабілітація дітей з інвалідністю та тих, хто постраждав від російської агресії.

За кілька днів до введення військового стану в Україні за співініціативою Дар’ї було започатковано діяльність координаційної групи, головна мета якої – оперативно вирішувати питання захисту прав дітей в умовах російської військової агресії. Пізніше 17.03.2022 спеціальною постановою Кабінету Міністрів України було утворено Координаційний штаб з питань захисту прав дитини в умовах воєнного стану, співголовою якого стала Дар’я разом з Міністром соціальної політики України Мариною  Лазебною. Координаційний штаб став тим тимчасовим консультативно-дорадчим органом Кабінету Міністрів України, який утворився з метою сприяння координації діяльності центральних і місцевих органів виконавчої влади, інших державних органів, органів місцевого самоврядування з питань захисту прав дитини в умовах воєнного стану.